# GDDR3
GDDR3 hay Graphics Double Data Rate 3 là một card đồ họa công nghệ bộ nhớ cụ thể, được thiết kế bởi ATI Technologies với sự cộng tác của JEDEC.
Nó có cùng một cơ sở công nghệ DDR2, nhưng sức mạnh và yêu cầu phát tán nhiệt đã giảm phần nào, cho phép các mô-đun bộ nhớ hiệu suất cao hơn, và đơn giản hóa hệ thống làm mát. GDDR3 là không liên quan đến các đặc điểm kỹ thuật JEDEC DDR3. Bộ nhớ này sử dụng điện chấm dứt, cho phép nó để xử lý đồ họa tốt hơn một số nhu cầu. Để cải thiện thông qua, bộ nhớ GDDR3 chuyển 4 bit dữ liệu trên mỗi pin trong 2 chu kỳ đồng hồ.
Giao diện GDDR3 chuyển hai 32 bit dữ liệu rộng từ trên mỗi chu kỳ đồng hồ từ các chân I / O. Tương ứng với truy cập lấy một viết hoặc đọc 4n trước bao gồm 128 bit rộng, một chu kỳ đồng hồ truyền dữ liệu ở bộ nhớ trong lõi và 4 tương ứng rộng 32 bit, một nửa chu kỳ đồng hồ truyền dữ liệu tại I / O Pins. Duy nhất kết thúc theo một hướng duy nhất đọc và ghi mã hóa dữ liệu được truyền đồng thời với đọc và ghi dữ liệu tương ứng để nắm bắt dữ liệu đúng tại thu của cả hai SDRAM đồ họa và bộ điều khiển mã hóa dữ liệu được tổ chức mỗi byte của giao diện rộng 32 bit.

## Thương mại
Mặc dù được thiết kế bởi ATI, VGA đầu tiên sử dụng công nghệ là nVidia 's GeForce FX 5700 Ultra vào đầu năm 2004, nơi mà nó thay thế các GDDR2 chip được sử dụng vào thời điểm đó. VGA tiếp theo sử dụng GDDR3 của nVidia GeForce 6800 Ultra, nơi mà nó là chìa khóa trong việc duy trì yêu cầu điện năng hợp lý so với người tiền nhiệm của VGA GeForce 5950 Ultra. ATI đã bắt đầu bằng cách sử dụng bộ nhớ trên card Radeon X800. GDDR3 là sự lựa chọn của Sony 's cho các PlayStation 3 bộ nhớ đồ họa chơi game console của, mặc dù của nVidia dựa trên GPU là cũng có khả năng truy cập các bộ nhớ hệ thống chính, bao gồm XDR DRAM được thiết kế bởi Rambus Incorporated (Công nghệ tương tự được bán trên thị trường bởi nVidia TurboCache trong máy tính nền tảng GPU). Microsoft Xbox 360 được xuất xưởng với 512 MB bộ nhớ GDDR3, và đang giúp đi tiên phong trong việc sử dụng các bộ nhớ này như bộ nhớ hệ thống tiêu chuẩn chứ không phải là bộ nhớ video chỉ Nintendo 's Wii cũng có 64 MB bộ nhớ GDDR3.

## Ưu điểm của GDDR3 so với DDR2

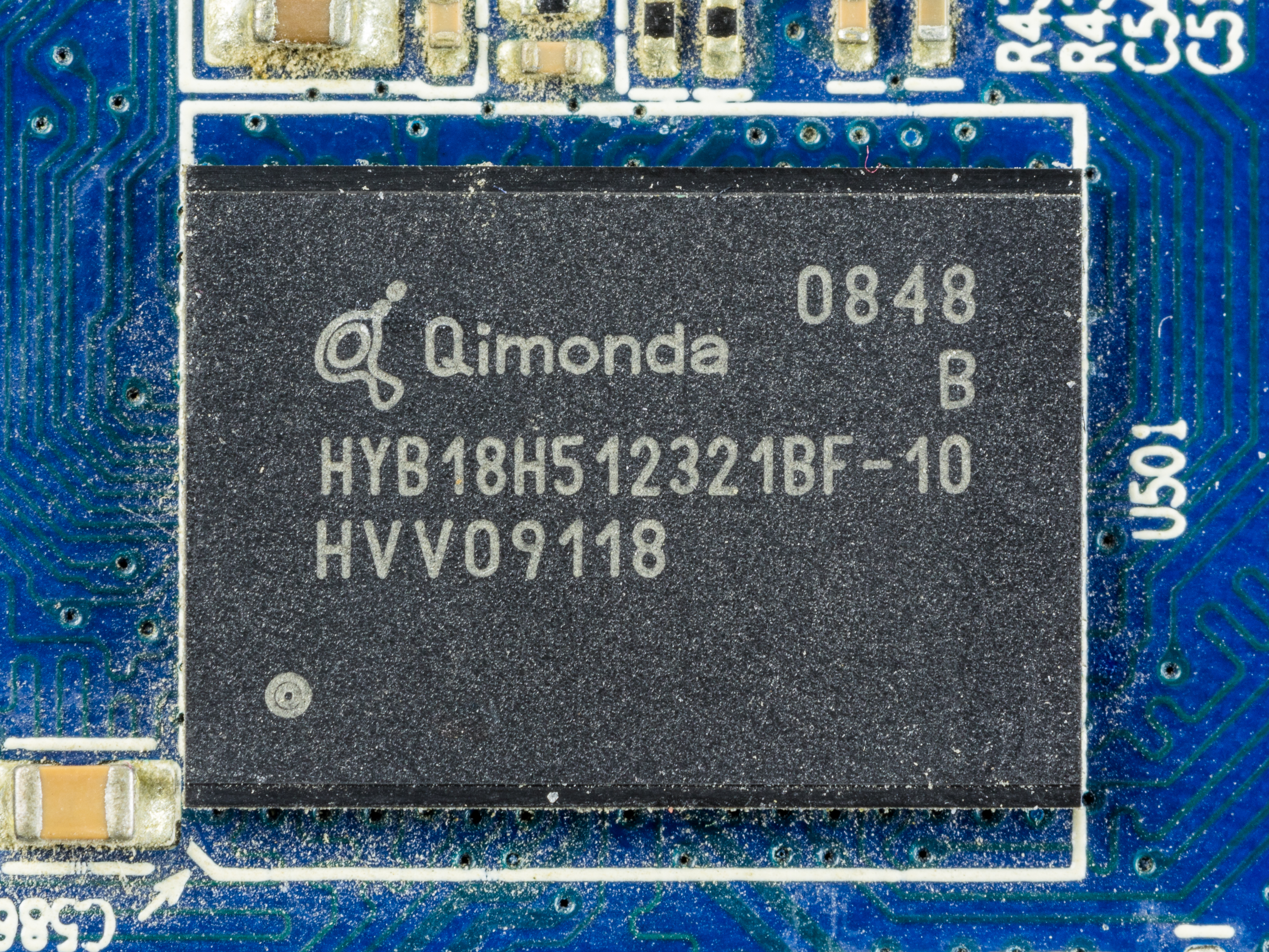
A 512MBit Qimonda GDDR3 Memory Chip

- GDDR3 nhấp nháy tín hiệu không giống như DDR2 SDRAM là theo một hướng và kết thúc đơn (RDQS, WDQS). Điều này có nghĩa là đọc và viết nhấp nháy dữ liệu riêng biệt cho phép một nhanh hơn đọc cho viết tỷ lệ hơn DDR2.
- GDDR3 có một khả năng thiết lập lại phần cứng cho phép nó để tuôn ra tất cả các dữ liệu từ bộ nhớ và sau đó bắt đầu lại.
- Yêu cầu điện áp thấp hơn dẫn đến yêu cầu công suất thấp hơn, và sản lượng nhiệt thấp hơn.
- Tần số đồng hồ cao hơn, do giảm sản lượng nhiệt, điều này là lợi cho tăng thông lượng và thời gian chính xác hơn.